# Mas de l'Artís
El Mas de l'Artís és una masia de Vilanova i la Geltrú (Garraf) protegida com a Bé Cultural d'Interès Local.

## Descripció
Conjunt d'edificacions agrupades al voltant d'una masia de coberta a dues vessants amb capcer a la façana lateral. Les edificacions estan formades per la casa vella i la nova, cellers, corrals, quadres i granges.
La masia originària és de planta rectangular i es compon de planta baixa i planta pis amb coberta a dues vessants de carener paral·lel a la façana principal i dues crugies paral·leles a aquesta amb l'escala central i l'accés desplaçats. Les cobertes són compostes i en sobresurt una torratxa. A més hi ha altres cossos destinats a usos de magatzem i cellers amb cobertes a dues vessants.
Les parets de càrrega són de paredat comú. Els forjats són de bigues de fusta i revoltó de llata i biga de fusta i rajola.
La façana de la masia originària té portal principal d'arc de mig punt adovellat. Els portals i les finestres són amb llinda, menys les quatre que hi ha a sobre el portal d'accés que són d'arc rebaixat. Destaca la presència d'un rellotge de sol, així com el ràfec sota teulada. Les construccions adossades tenen paraments de pedra vista i obertures petites amb llinda.

## Història
Segons constava en un pergamí desaparegut l'any 1936, el rei Jaume I va fer donació al 1257 a Josep Artís dels terrenys on s'edificà el mas de l'Artís. Durant els segles XV al XVII va ser propietat de la família Ferrer i a partir del segle xviii va passar als Noya.